# ایگوئز
ایگوئز (به فرانسوی: Aiguèze) یک کامین در فرانسه است که در Canton of Pont-Saint-Esprit واقع شده‌است.

## خصوصیات
ایگوئز ۲۰٫۰۳ کیلومترمربع مساحت و ۲۲۵ نفر جمعیت دارد و ۸۸ متر بالاتر از سطح دریا واقع شده‌است.